# Константин II Фугер фон Кирхберг-Вайсенхорн
Константин II Фугер фон Кирхберг и Вайсенхорн (на немски: Konstantin II Graf von Kirchberg und Weissenhorn; * 1604; † сл. 28 юли 1695) е граф от род Фугер фон Кирхберг-Вайсенхорн.
Той е син на фрайхер Константин I Фугер фон Кирхберг и Вайсенхорн (1569 – 1627), господар на Циненберг, и съпругата му фрайин Анна Мария Мюнх фон Мюнххаузен (* ок. 1570, погребана в Глон), вдовица на фрайхер Ханс Вармунд фон Пинценау, и дъщеря на фрайхер Клеменс Мюнх фон Мюнххаузен и Анна Катарина фон Перванг.
След смъртта на баща му Константин I през 1627 г. родът Фуггер се разделя на три линии, които съществуват до 1738 г.
Константин II наследява баща си с братята си граф Франц Бено (1603 – 1652) и граф Йохан Фридрих (1609 – 1669), господар на Циненберг.

## Фамилия
Константин II Фугер фон Кирхберг-Вайсенхорн се жени 1629 г. за фрайин Анна Елизабет фон Алтен- и Нойен-Фраунхофен († 1648). Te имат 11 деца, 
- Анна Франциска (1629 – 1675), омъжена 1650 г. за Бернхард фон Геминген († 1653)
- Фридрих Фердинанд (1630 – 1700), женен I. ок. 1662 г. за фрайин Мария Франциска фон Щайн († 1693), II. за фрайин Мария Катарина фон Ремелберг
- Мария Елизабета (1632 – 1712), омъжена 1652 г. за граф Хайнрих Теофил фон Френкинг († 1714)
- Йохан Константин (1633 – 1634)
- Август Валентин (1634 – 1635)
- Мария Анна (* 1639)
- Карл Константин (1640 – 1701), женен 1671 г. за фрайин Мария Конкордия фон Улм-Ербах († 1685)
- Йохан Алберт (1642 – сл. 1723), каноник в Регенсбург
- Мария Елеонора (1645 – 1715)
- Мария Максимилиана (* 1647)
- Густав (*/† 1648)

Константин II се жени втори път пр. 1650 г. за Мария Елизабет фон и цу Бодман († сл. 28 юли 1695). Бракът е ебездетен.